# Menophra dalmata
Menophra dalmata là một loài bướm đêm trong họ Geometridae.